# 大河 (肯塔基州)
大河（英語：Grand Rivers），是美国肯塔基州的一座城市。面积约为5.2平方公里（2平方英里）。根据2010年美国人口普查，该市的人口为382人。